# 徳川一族の崩壊
『徳川一族の崩壊』（とくがわいちぞくのほうかい）は、1980年に公開された日本映画。

## 概要
1978年に『柳生一族の陰謀』で始まり、『赤穂城断絶』と『真田幸村の謀略』に続いた萬屋錦之介出演による東映の大作時代劇路線の作品で、その最終作でもある。監督は山下耕作。ゴールデンウィークの大作映画として期待されていたが、興行成績は期待外れに終わった。
幕末、江戸幕府が崩壊していくまでを描いている。会津藩を中心にし、新撰組が登場しないというのが幕末ものとしては特徴である。もともと大作時代劇路線第1弾の『柳生一族の陰謀』が奇想天外な時代劇であり、本作も架空の人物を活躍させたり、孝明天皇や朝彦親王、三条実美が暗殺されたり、板倉勝静が切腹したりするなど、その描写には史実と反する部分も多い。
孝明天皇の暗殺を描いたことから、事実無根かつ不敬であるとした右翼団体が東映の東京本社と東映京都撮影所へ街宣車で押しかけ、「社長の岡田茂（当時）に会わせろ」と迫るなどの抗議活動を行った。仲介者によりプロデューサーの日下部五朗が平安神宮と泉涌寺に参拝することで手打ちとなり公開はされたが、このことも影響して大作時代劇路線は本作を最後に自然消滅した。また、抗議者の中には、後に神道学者となる若き日の高森明勅もいた。
これまで本作はソフト化されたことはなく、名画座での再上映に限られている。
2007年9月には、名画座のシネマヴェーラ渋谷で完全版を上映する予定だったが、「現存する唯一のフィルムの状態が悪く、上映に耐えられない」として中止となった。
2009年には、現存していた状態がさほど悪くない完全バージョンの上映会が開催された。
2010年6月4日には新文芸坐で上映されたが、ウェブページその他に「不良箇所あり」などの注意書きがあり、これは問題となった孝明天皇の暗殺シーンがカットされた不完全バージョンである。

## キャスト

### 幕府とその周辺人物
- 松平容保：萬屋錦之介
- 一橋慶喜：平幹二朗
- 松平平右衛門：伊吹吾郎
- 松平恭次郎：寺田農
- 松平銈之允：大場順
- 松平於菟四郎：島英津夫
- 平松武吉：尾藤イサオ
- 柴太一：佐藤佑介
- 小森陽平：峰蘭太郎
- 徳川家茂：岸田森
- 徳川慶篤：茂山千五郎
- 徳川茂承：川合伸旺
- 徳川慶勝：疋田泰盛
- 向上隼人正：御木本伸介
- 室賀出羽：唐沢民賢
- 板倉勝静：山形勲
- 平岡円四郎：五十嵐義弘
- 平塚瓢斉：川浪公次郎
- 俵田雄太郎：岩尾正隆
- 御典医：蓑和田良太

### 長州藩
- 桂小五郎：松方弘樹
- 周布政之助：藤巻潤
- 来島又兵衛：成瀬正
- 久坂義助：白井滋郎
- 寺島忠三郎：時本武
- 入江九一：志茂山高也
- 入江和作：山田昌人
- 吉田栄太郎：司裕介
- 時山直八：姉歯たくま
- 松浦亀太郎：福本清三
- 杉公助：タンクロー
- 毛利敬親：香川良介
- 国司信濃：中村錦司
- 長州藩直目付：桂べかこ

### 薩摩藩
- 大久保一蔵：梅宮辰夫
- 弟子丸竜介：森川正太
- 有馬新七：鳥巣哲生
- 橋口伝蔵：徳満信夫
- 柴山愛次郎：中原毅士
- 森山新五左衛門：丸山俊也
- 奈良原喜八郎：丘路千
- 道島五郎兵衛：藤沢徹夫
- 大山格之助：波多野博

### その他の藩
- 平野次郎：笹木俊志
- 石川潤次郎：細川純一
- 北添七郎：勝野賢三
- 真木和泉：有川正治
- 宮部鼎蔵：宮口二郎
- 中根雪江：木谷邦臣
- 紀伊藩士：白川浩二郎

### 皇室・公家
- 祐宮：茂山茂
- 獅子王院宮：千秋実
- 中山忠能：中村鴈治郎
- 富貴子：大谷直子
- 岩倉具視：成田三樹夫
- 中山忠光：入川保則
- 三条実美：林彰太郎
- 葉室長順：山田良樹
- 二条斉敬：河合絃司
- 中山薫子：奈三恭子

### その他
- たね：坂元美和子
- 滝瀬：木村夏江
- 中年の侍：平河正雄
- 女の子：藤原桜子
- 公家侍：阿波地大輔
- 使いの少女：島田歌穂
- 弥太：森田健作
- いく：白都真理
- しの：原田エミ